# Simone di Crépy
Simone di Crépy (1048 – Roma, 30 settembre 1082) è stato un religioso francese. Il suo nome è nel Martirologio romano tra quelli dei santi commemorati il 30 settembre.

## Biografia
Figlio di Rodolfo III, conte di Vexin, era imparentato con Matilde, moglie di Guglielmo il Conquistatore, alla corte del quale venne allevato e di cui avrebbe dovuto sposare la figlia Adele.
Nel 1072, alla morte del padre, ereditò un vasto territorio comprendente il Vexin, Amiens, Bar-sur-Aube e Crépy. Fu grazie al sostegno di Guglielmo che il giovane conte riuscì a salvare i suoi possedimenti dalle mire espansionistiche di Filippo I.
Mentre si recava a Roma, nel 1077 Simone sostò nell'abbazia di Saint-Claude a Condat, nel Giura, dove prese l'abito religioso.
Grazie alle sue qualità, fu invitato a mediare diverse controversie, come quella tra Ugo di Cluny e il re di Francia, quella tra Guglielmo il Conquistatore e suo figlio, quella tra papa Gregorio VII e Roberto il Guiscardo. 
Guadagnatosi la stima di Gregorio VII, fu invitato a restare a Roma come consigliere del pontefice.
Morì a Roma e fu sepolto nella basilica di San Pietro: il suo epitaffio fu composto da Ottone di Châtillon, poi papa con il nome di Urbano II. Le sue spoglie furono poi traslate nell'abbazia di Saint-Claude.

## Culto
Il suo elogio si legge nel Martirologio romano al 30 settembre.